# Sid Meier’s Pirates! (2004)
Sid Meier’s Pirates! — ремейк одноимённой игры, разработанной Сидом Мейером в 1987 году. В игре используется новый 3D-движок Gamebryo, улучшены многие игровые элементы, в частности, мини-игра с бальными танцами, улучшена система пошагового боя на суше. Графика значительно переработана.

## Сеттинг

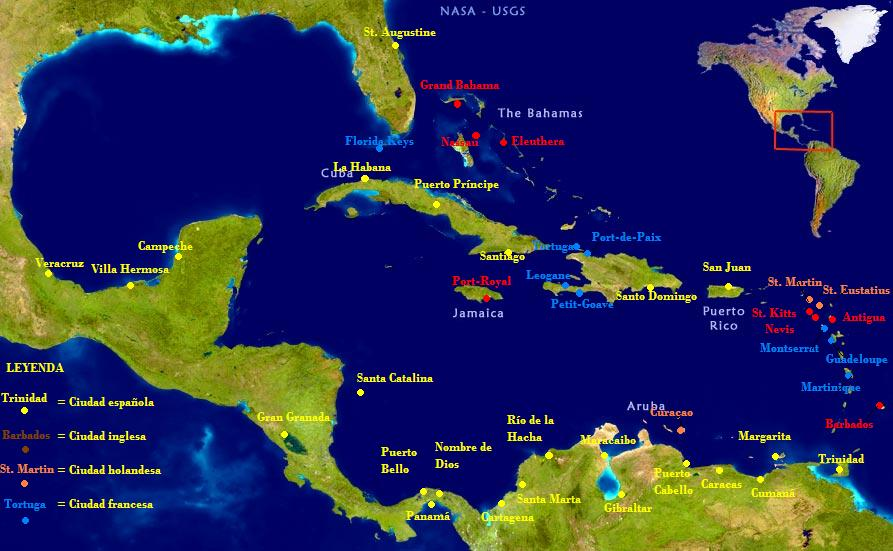
Перерисовка игрового поля, Карибских островов, с отмеченными городам. Жёлтым отмечены испанские города (их большинство), красным — британские, синим — французские, коричневым — голландские.

Действие происходит в эпоху Золотого века пиратства на Карибских островах, куда главный герой прибывает в качестве капитана пиратского судна. Карта представляет открытый мир, в котором главный герой может свободно перемещаться по морю на своём судне, а также вступать в бои с другими кораблями и заходить в города. При этом игрок может развивать главного героя (улучшать его корабль и экипаж, накапливать полезные предметы, добиваться положения в обществе), а также участвовать, помимо морских боёв и абордажа, в других мини-играх в городах. Также может получить до 126 «баллов славы» за различные достижения — добытые богатства и выполненные миссии — которые определяют финальное положение после окончания игры.

## Сюжет
Игра начинается с короткого предисловия: испанский дворянин маркиз де Монтальбан порабощает семью главного героя за долги. Герой, ещё будучи мальчиком, сбегает. Через несколько лет он заходит в бар, где ему предоставляется несколько выборов, таких как имя, уровень сложности, специализация и предпочитаемая эпоха. После этого игрок должен выбрать начальную нацию: англичан, голландцев, испанцев или французов. В любом случае, к герою и другим членам экипажа, капитан корабля относится как к рабам, в результате чего игрок поднимает бунт. Капитана сбрасывают на шлюпке, и игрок занимает его место. С этого момента начинается основной ход игры, корабль игрока находится неподалёку от крупного города избранной национальности.
В дальнейшем будущее героя лежит в руках игрока. Занимаясь пиратством, службой той или иной державе и торговлей, он должен заслужить славу и известность, заработать денег, спасти своих родных, победить самых известных пиратов Карибского моря и отомстить коварному маркизу Монтальбану. Кроме того желательно удачно жениться на одной из губернаторских дочек. От степени успеха в каждой из этих областей деятельности зависит положение героя в обществе после неизбежного ухода на покой.

## Игровой процесс
В игре нет выраженной цели как таковой. В ней можно как следовать сюжету, освобождая родственников из заточения и охотясь за злобным маркизом де Монтальбаном, так и просто путешествовать не обращая на сюжет особого внимания. Но несмотря на это, в игре присутствует вещь, к которой определённо нужно стремиться, а именно, к достижениям (или славе). В игре есть несколько деятельностей, благодаря которым вы можете повышать уровень славы, который в конце игры (когда вы в последний раз разделите добычу) укажет вам вашу новую профессию, которых в игре девятнадцать.
Очки игрок получает по совокупности от заработанных денег, полученной земли, имеющихся званий, статуса жены, поверженных пиратов, освобождённых родственников, найденных сокровищ и покинутых городов.

### Морской бой
Естественно наиболее интересной частью морских одиссей является морской бой. Когда вы решите, что какой-то определённый корабль (например, испанский торговый галеон) подходит вам в качестве добычи, вы можете вступить с ним в схватку. Бой может состоять из нескольких этапов: первым является обычный морской бой, в котором вам необходимо решить для себя, обстрелять корабль с пушек, или же взять его на абордаж. Если вы решаете пойти на абордаж, то настаёт время второго этапа: в нём вы сражаетесь с капитаном вражеского корабля в фехтовальной дуэли. У этой дуэли может быть четыре исхода: первый, это если вы просто продавите оппонента до конца корабля, и он упадёт за борт. Второй, это если то же самое произойдёт и с вами. Третий и четвёртый наиболее редки, так как в таком случае у одной из команд корабля просто кончается количество человек (в таком случае побеждает сторона у которой остались люди). Если на вашем корабле значительно большее количество людей, чем на чужом, то скорее всего (если этот корабль не военный или сюжетный) он просто сдастся.
По морю также ходят и агрессивные корабли. Обычно это либо военные корабли определённый нации, либо уничтожители пиратов (в таком случае они нападут первыми). Есть в игре и другие известные пираты, которые с небольшой вероятностью нападут первыми.
Возможны также варианты морского боя с двумя кораблями сразу (военный шлюп сопровождает корабль с ценным грузом, например).
При захвате корабля вам предлагается выбрать то, что вы хотите с собой увезти до его утопления. Груз у корабля ограничен, поэтому приходится всё хорошенько взвесить. Но также можно взять захваченный корабль с собой, тем самым прикрепив его к своей флотилии, и тогда выбирать какой груз брать будет необязательно.

### Города
В игре присутствует четыре нации: испанцы, англичане, французы и голландцы. У каждой нации на карте присутствует определённое количество городов, которые являются интерактивными для игрока. Наибольшее количество городов у Испании, наименьшее же у Голландии. Но данный показатель в игре вовсе не закреплённый, потому что каждую минуту между нациями происходят войны, и каждая нация может отобрать у другой город, а иногда город можете отобрать непосредственно и вы.

### Губернатор
В каждом крупном городе присутствует губернатор определённой нации. При первом посещении он наградит вас каперским правом этой страны, что позволит атаковать судна вражеских наций. Но с каждым новым приездом, губернаторы будут повышать вас в звании (но только относительно этой страны), а также давать земли. Звания даются за разные вещи: будь то грабёж вражеских кораблей, сопровождение нового губернатора, или захват вражеского города. В игре же присутствует девять званий (от капитана до герцога), которые можно получить от каждой нации, и каждое новое звание даёт определённый бонус для этой страны.

### Таверна
Практически все основные задания и квесты в игре берутся именно в таверне. Всего в тавернах присутствует четыре действия: набор матросов, беседа с путешественником, разговор с официанткой и разговор с барменом.
Набор матросов выглядит просто: вы можете подойти к небольшому отряду моряков, и решить, взять их с собой или нет. Этот выбор является важным, так как в игре присутствует мораль (см. мораль)
Беседа с путешественником имеет несколько своих разновидностей: он может продать вам определённую вещь, которая даёт вам некоторые бонусы (см. вещи). Ещё он может поведать вам историю о вашей семье, что всегда означает то, что он раскроет вам местонахождение барона Раймондо. Третьей разновидностью является его рассказ про торговцев в других городах, что неплохо помогает вам решить, где продать или купить определённые ресурсы. Наконец четвёртой возможностью является покупка у него карты либо местонахождения пиратского клада, или затерянного города погибшей цивилизации.
Официантка обычно ведает вам о проходящих мимо суднах с большим количеством золота, но также часто может рассказать и о присутствии неподалёку определённого персонажа (будь то барон Раймондо или известный пират). Иногда её можно заметить во время беседы с грубым офицером той нации, в каком городе вы находитесь. Если вступиться за девушку, то вы будете переправлены на дуэльное фехтовальное сражение с этим офицером, и при победе получите бонус, в виде большего количества матросов, готовых составить вам компанию.
Бармен почти всегда информирует вас о внешности губернаторских дочек, но также всегда указывает вам о местонахождении барона Раймондо, полковника Мендозы или маркиза де Монтальбана (если они недавно бывали в этом порту). Он также может привести вас к преступнику, который скрывается от определённой страны. Вы можете вступить с ним в дуэль, и при победе получить денежную награду, вместе с благодарностями страны, от которой он скрывался.

### Победа над пиратами
Вне зависимости от выбора года действия в игре присутствуют девять известных пиратов, представителей различных эпох пиратства, которых можно победить и продвинуться в списке пиратов на большее количество мест:
- Джек Рэкхем (1682—1720)
- Барт Робертс (1682—1722)
- Рок Бразильяно (1630—1671)
- Франсуа Олоне (1630—1671)
- Стид Боннет (1688—1718)
- Жан Лафитт (1780—1823)
- Капитан Кидд (1654—1701)
- Чёрная Борода (1680—1718)
- Генри Морган (1635—1688)

## Сравнение с игрой 1987 года
Некоторые аспекты игры упростились: появилась возможность сохраняться не только в городах, но и в открытом море, а перед началом боя и при входе в город сохранение происходит автоматически; появилась карта игрового поля; стала известна схема расчёта финального положения — по числу баллов из 126 — при этом влияние накопленных денег на итог уменьшилось; теперь видно чужие корабли и даже их тип на большом расстоянии, а не при непосредственном приближении; стрелять стало возможным только частью пушек, но дожидаясь полной зарядки; частый наём новых матросов значительно меньше вызывает недовольство команды; убран режим штурма городов с моря. Если ранее захват города состоял из пошаговой стратегии в поле и мини-игры в форте или гарнизоне, то в новой игре — только из чего-то одного: мини-игры, если главный герой имеет значительное преимущество, и пошаговой стратегии — иначе. Кое-что стало и сложнее: помимо обычных ядер теперь доступны картечь и книппеля; хотя, в отличие от парусных симуляторов, переключение мгновенно; появились новые типы населённых пунктов — пиратские поселения и иезуитские миссии.

## Версии
Версия для Xbox была выпущена 11 июля 2005 года и содержит режим многопользовательской игры, Pirates! также поддерживается на консоли Xbox 360. Версия для PSP, разработанная совместно компаниями Full Fat и Firaxis, вышла 22 января 2007 года, её некоторые геймплейные механизмы были изменены по сравнению с оригинальной версией. Компания Oasys Mobile выпустила мобильную версию игры. 11 февраля 2008 года версия для Xbox появилась в магазине Xbox Live Marketplace. 28 сентября 2010 года состоялся релиз версии для Wii. 21 июля 2011 года игра стала доступна пользователям iPad, 20 апреля 2012 версия, выпущенная компанией Feral Interactive, вышла под iPhone и iPod touch. В августе 2008 года Feral Interactive также выпустила версию игры для Mac OS X.

## Оценки и мнения
| Сводный рейтинг    | Сводный рейтинг | Сводный рейтинг | Сводный рейтинг | Сводный рейтинг | Сводный рейтинг |
| Издание            | Оценка          | Оценка          | Оценка          | Оценка          | Оценка          |
| Издание            | iOS             | PC              | PSP             | Wii             | Xbox            |
| ------------------ | --------------- | --------------- | --------------- | --------------- | --------------- |
| GameRankings       | 85 %            | 88,34 %         | 81,97 %         | 61,54 %         | 80,88 %         |
| Metacritic         | 87/100          | 88/100          | 82/100          | 64/100          | 80/100          |
| Иноязычные издания |                 |                 |                 |                 |                 |
| Издание            | Оценка          | Оценка          | Оценка          | Оценка          | Оценка          |
| Издание            | iOS             | PC              | PSP             | Wii             | Xbox            |
| 1UP.com            | N/A             | A-              | B+              | N/A             | A-              |
| Eurogamer          | N/A             | 7/10            | 9/10            | N/A             | 7/10            |
| GameSpot           | N/A             | 9,2/10          | 8,6/10          | 6/10            | 8,6/10          |
| GameSpy            | N/A             | [ 29 ]          | N/A             | N/A             | [ 30 ]          |
| IGN                | 9/10            | 9,2/10          | 9/10            | N/A             | 9,2/10          |

Игра получила в среднем положительные оценки. Журнал Computer Games Magazine объявил Sid Meier’s Pirates! второй лучшей игрой 2004 года, после World of Warcraft. Журнал Computer Gaming World присудил игре награду «Лучшая классическая аркада года» и назвал Sid Meier’s Pirates! «лучшей чисто развлекательной однопользовательской игрой года».
Критики похвалили отличную (для 2004 года) графику Sid Meier’s Pirates! — тщательно прорисованные корабли, на которых можно увидеть двигающихся матросов и разлетающуюся от взрывов обшивку, красивые боевые сцены, приятно выглядящие «шейдерную» воду и пробегающие по ним облака, но при этом отметили, что некоторые объекты проникают друг через друга — например, один корабль через другой или корабль через городской форт. Было замечено, что игровой процесс совершенно интуитивен — на экране отображаются все нужные кнопки, чтение инструкций для обучения не требуется, однако от этого не страдает сложность игры.
Также критики похвалили большое количество мини-игр, бесшовно вшитых в основной игровой процесс и вносящих в него разнообразие, приятное и ненавязчивое звуковое сопровождение — от фоновых шумов до музыки в городах, обширную статистику — в игре можно посмотреть детальную информацию о главном герое, его флоте, других пиратах, странах и городах, и «Пиратопедию» — внутреннюю справку в форме энциклопедии.
Из минусов упоминаются практически полное отсутствие в Sid Meier’s Pirates! экономической составляющей и некоторая повторяемость — в игре можно много раз победить главных злодеев, маркиза де Монталбана и барона Раймондо (причём последний появляется в разных контекстах, но не меняется даже его имя), а ролики при победе над всеми девятью пиратами почти идентичны. Кроме того, некоторые возможности — например, захватывать города и прокрадываться в них — становятся доступны только после довольно продолжительной игры, но к этому моменту многие игроки уже переходят на высокие уровни и новые возможности становятся сложны для осваивания.